# Lysmus ogatai
Lysmus ogatai är en insektsart som först beskrevs av Nakahara 1955.  Lysmus ogatai ingår i släktet Lysmus och familjen vattenrovsländor. Inga underarter finns listade i Catalogue of Life.